# Куб принца Руперта

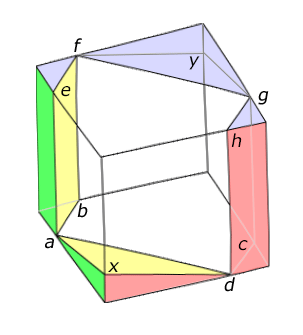
Единичный куб с прорезанным в нём отверстием, через которое может пройти куб принца Руперта

Куб принца Руперта (англ. Prince Rupert’s cube) — самый большой куб, который может пройти через отверстие, вырезанное в единичном кубе. Ребро куба Руперта приблизительно на 6 % длиннее, чем ребро куба, через который он проходит. Задача поиска такого куба тесно связана с задачей поиска самого большего квадрата, который полностью расположен в пределах единичного куба, и имеет аналогичное решение.

## История
Согласно истории, рассказанной в 1693 году английским математиком Джоном Валлисом, принц Руперт Пфальцский поспорил, что в кубе можно вырезать отверстие, достаточно большое, чтобы через него можно было протащить куб такого же размера. Валлис доказал, что такое отверстие на самом деле возможно (с определёнными ошибками, которые были исправлены гораздо позже), и принц Руперт выиграл свой спор. Валлис предположил, что такое отверстие будет параллельно пространственной диагонали куба. Проекция куба на плоскость, перпендикулярная этой диагонали, является правильным шестиугольником, а самое большое отверстие, параллельное диагонали, можно получить, нарисовав наибольший квадрат, который можно вписать в этот шестиугольник. Подсчёт размера такого квадрата показывает, что куб с длиной ребра: {\displaystyle {\sqrt {6}}-{\sqrt {2}}\approx 1.03527}, то есть чуть больше единицы, может пройти через такое отверстие.
Примерно через 100 лет голландский математик Питер Ньюланд вычислил, что лучшее (оптимальное) решение может быть получено при прорезании отверстия под другим углом, чем пространственная диагональ. Ньюланд умер в 1794 году (спустя год после того, как стал профессором Лейденского университета), однако его решение было опубликовано после его смерти в 1816 году его наставником Яном Хенри ван Свинденом.
С того времени задача приводилась во многих книжках по развлекательной математике, порой с решением Валлиса вместо оптимального.

## Решение
Если две точки будут помещены на двух соприкасающихся рёбрах исходного единичного куба на расстоянии 3/4 от их общей вершины, то расстояние между этими двумя точками будет {\displaystyle {\tfrac {3{\sqrt {2}}}{4}}\approx 1.0606601}.
Эти две точки вместе со второй парой точек, помещённых симметрично на противоположной грани, формируют четыре вершины квадрата, который находится полностью в пределах единичного куба. Если «вытеснить» этот квадрат в обоих направлениях перпендикулярно к себе, то получится отверстие, через которое может пройти куб большего размера, чем исходный (с длиной ребра {\displaystyle {\tfrac {3{\sqrt {2}}}{4}}}).
Части куба, оставшиеся после вырезания отверстия, образуют две треугольные призмы и два неправильных тетраэдра, связанные тонкими «мостиками» в четырёх вершинах квадрата. Каждая призма имеет шесть вершин, две из которых являются соседними вершинами куба, а остальные четыре вершины лежат на рёбрах куба (на расстоянии 1/4 от этих вершин). Каждый тетраэдр имеет одну вершину, совпадающую с вершиной куба, и три вершины, находящиеся на ребрах, выходящих из этой вершины (две на расстоянии 3/4, и одна на расстоянии 3/16 от неё).

## Модели

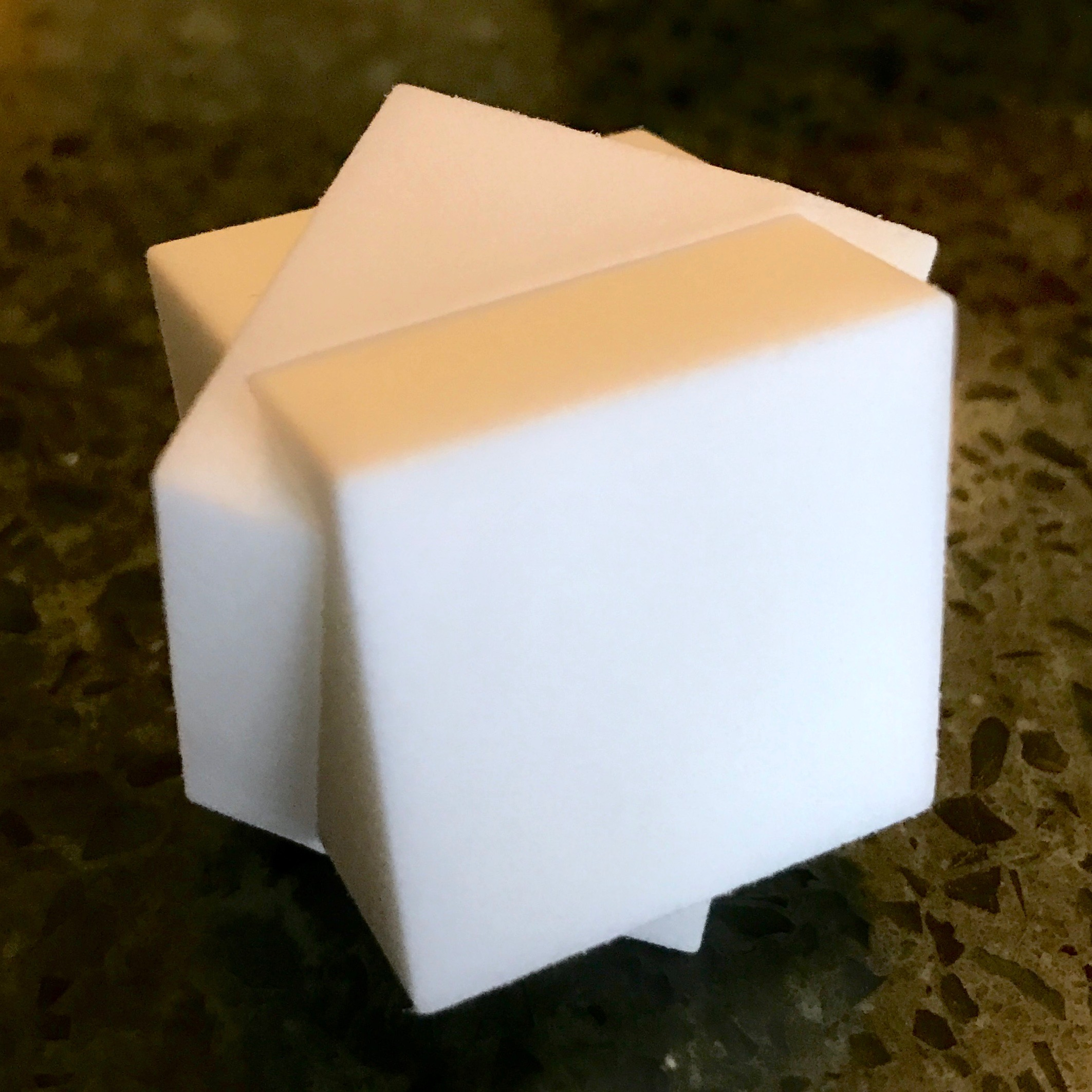
Модель, напечатанная на 3D-принтере. Отношение внутреннего и внешнего кубов равно 1:1.

Построение физической модели куба принца Руперта довольно проблематично из-за требований к аккуратности и точности измерений, тонкости мостиков между остаточными частями единичного куба после вырезания отверстия; из-за этого проблему часто называли «математически возможной, но практически не реализуемой». Однако в публикации исследования проблемы в 1950 году Д. Дж. И. Шрек привёл фотографии модели куба, проходящей через отверстие в другом кубе. Мартин Рейнсфорд разработал шаблон для построения бумажных моделей куба, через который проходит другой куб; с учётом неточностей конструирования из бумаги и чтобы не порвать бумагу в тонких соединениях прорезанного куба, отверстия в модели где-то на 2 % больше, чем куб, который через неё проходит.

## Обобщения
Куб не единственная фигура, которая может пройти через вырезанное отверстие в своей копии; то же верно и для правильных тетраэдра и октаэдра.
Другой вариант формулировки этой же задачи — вопрос о самом большом квадрате, который лежит внутри единичного куба. Более обобщённо, Jerrard & Wetzel (2004) показывают, как найти наибольший прямоугольник с заданным соотношением сторон, который лежит внутри единичного куба. Они демонстрируют, что оптимальный прямоугольник всегда должен пересекать центр куба и иметь вершины на гранях куба. Как следствие, в зависимости от заданного соотношения сторон, оптимальный прямоугольник должен лежать либо в плоскости, по диагонали пересекающей четыре вершины куба, либо формироваться равнобедренным прямоугольным треугольником с вершиной в одной из вершин куба и двумя противоположными точками, как в случае с кубом принца Руперта. Если соотношение сторон не задано, то наибольшая площадь прямоугольника, вписанного в куб, будет у прямоугольника, имеющего два противоположных ребра куба как две стороны и две противоположные плоскостные диагонали как ещё две стороны.
Альтернативно, можно вычислить наибольший {\displaystyle m}-мерный гиперкуб, который можно нарисовать внутри {\displaystyle n}-мерного единичного гиперкуба. Ответ всегда будет выражаться алгебраическим числом. Например, для {\displaystyle (m,n)=(3,4)} требуется поместить обычный куб внутри четырёхмерного гиперкуба. После того, как Мартин Гарднер поставил эту задачу в Scientific American, Кей ДеВиччи и ещё несколько авторов продемонстрировали, что для пары (3,4) — решением является квадратный корень меньшего из действительных корней полинома {\displaystyle 4x^{4}-28x^{3}-7x^{2}+16x+16}, что составляет примерно 1.007435. Для {\displaystyle m=2} оптимальная длина стороны самого большого квадрата в {\displaystyle n}-мерном гиперкубе равна или {\displaystyle {\sqrt {n/2}}}, или {\displaystyle {\sqrt {n/2-3/8}}} в зависимости от того, является ли {\displaystyle n} чётным или нечётным соответственно.